# WAC (AEP)
Pour les articles homonymes, voir Wac.
Le WAC est un produit chimique floculateur pour la production d'eau potable. Il est constitué de polymères d'aluminium de formule générale Aln(OH)n(Cl)q(SO4)r.
Son action permet la floculation des particules de MES et de matières organiques en suspension dans les eaux brutes.